# Kopia

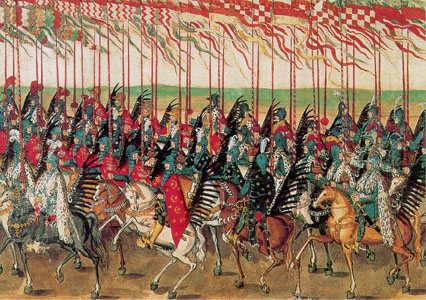
Husaria polacco-lituani entrano a Cracovia - "Pergamena di Stoccolma" (ca. 1605)

Kopia era la lancia in uso alle forze di cavalleria pesante della Confederazione Polacco-Lituana, gli Ussari alati di Polonia, durante l'Età Moderna (circa 1574-1705). Rispetto alla normale lancia da giostra in uso ai cavalieri medievali, la kopia era più lunga e più leggera, onde poter essere efficacemente utilizzata contro i quadrati di picchieri degli eserciti rinascimentali.
Congiuntamente alle ali e forse più di esse, la kopia fu caratteristica distintiva degli husaria polacco-lituani durante tutta la loro storia.
In lingua polacca, il vocabolo kopia, genericamente traducibile come "lancia" in lingua italiana, indicava, come nel resto dell'Europa Occidentale durante il Medioevo, anche la lancia intesa come unità militare di base per la costituzione dell'esercito regio.

## Costruzione
Come le altre lance da giostra del Medioevo europeo, la kopia aveva un padiglione para-mano, il gałka, la cui caratteristica peculiare, distintiva rispetto ai padiglioni delle altre lance, era la forma sferica. L'asta della lancia aveva la ragguardevole lunghezza di oltre 5 metri (addirittura 6,2 m secondo alcune fonti), e, come la famosa sarissa dei falangiti di Alessandro Magno, date le sue eccezionali dimensioni, non era ottenuta da un unico pezzo di legno bensì da due metà collegate tra loro. Ricorrendo a tendine, nastro di seta e colla animale, le due parti della kopia venivano congiunte per poi essere dipinte a colori vivaci onde mascherare l'espediente. La metà inferiore della lancia era costituita da legno pieno, mentre la metà superiore, dal gałka alla punta, era in legno cavo. La tipologia di legno utilizzato era fragile, pino o abete, e rendeva la kopia, quanto meno la sua metà superiore, monouso. La punta dell'arma, in acciaio damasco, era molto pronunciata.
Nonostante le notevoli dimensioni e la massa della punta in metallo temprato, una kopia di 4,4 m aveva un peso di circa 2 kg contro i 2,5 kg di una picca olandese, dalla lama molto meno pronunciata e pesante, lunga 5 m.
Sotto la punta metallica della kopia era agganciato un grande pennone in seta o taffetà lungo oltre due metri, il proporzec. Come ben testimoniato dalle fonti letterarie ed iconografiche (su tutte, la raffigurazione della processione nuziale di Sigismondo III di Polonia raffigurata sulla "Pergamena di Stoccolma") del XVII secolo, questi pennoni erano dipinti a colori accesi, quasi sempre con motivi bi-cromatici: bianco-rosso, bianco-nero, blu-verde.
Date le notevoli dimensioni, la kopia veniva trasportata su appositi carri. Durante le parate ed al momento dell'attacco, l'husaria posizionava l'estremità inferiore della kopia nella tuleja, una coppa di metallo assicurata alla sella da un lungo cinturone di cuoio. La lunghezza di questi legacci in pelle era tale da consentire al cavaliere di mantenere la lancia inserita nella coppa sia durante la marcia che al momento di brandire l'arma per la carica. Imbrigliata nella tuleja, la kopia si caricava della forza del cavallo, e non più del solo cavaliere, al momento dell'impatto con il bersaglio.

## Storia
Non è esattamente noto quando i polacco-lituani svilupparono il modello della lancia da cavalleria pesante medievale ottenendo la kopia. È comunque lecito supporre che, come altre armi distintive degli husaria, sia stata sviluppata durante la grande riforma dell'esercito della Confederazione voluto dal sovrano Stefan Batory nel biennio 1574-1576: fu infatti allora che, per esempio, venne sancita la proibizione per la cavalleria pesante polacca di ricorrere allo scudo e si introdusse l'uso della spada nota come szabla, archetipo dal quale sviluppò la sciabola occidentale.
Durante la seconda metà del XVII secolo la kopia convisse, tra alti e bassi, con la carabina (bandolet in lingua polacca), quale arma d'elezione della cavalleria confederata.
La quasi totalità delle battaglie combattute durante la Rivolta di Chmel'nyc'kij (1648-1657) avevano visto le forze della Confederazione in netto svantaggio numerico rispetto ai cosacco-tatari, costrette quindi ad un approccio sempre difensivo allo scontro: campi fortificati, lenti spostamenti fidando sul tabor dei carri corazzati, ecc. La risolutiva Battaglia di Berestečko (28-30 giugno 1651), il più grande conflitto di terra combattuto nel Seicento, dimostrò però certamente che la carica alla lancia degli husaria non era più adeguata contro il fuoco dei moschettieri o dei cavalleggeri armati di carabina. Gli scontri della Guerra russo-polacca (1654-1667), su tutti l'esempio della vittoria confederata nella Battaglia di Palonka (29 giugno 1660), videro invece i cavalieri alati e le loro kopie tornare a giocare un ruolo fondamentale nel decidere l'esito degli scontri. Il successo di Giovanni III di Polonia nella Battaglia di Vienna (1683), ottenuto con una massiccia carica alla lancia degli husaria contro le forze dell'Impero ottomano, fu quasi certamente l'ultimo efficace impiego della kopia sul campo di battaglia. Già nel 1689, hetman Stanisław Jan Jabłonowski, comandante dell'ala destra polacca a Vienna, guidò contro i tatari degli husaria armati di carabina invece che di lancia, raccomandando poi, nelle successive campagne, l'equipaggiamento ibrido lancia-carabina ai suoi uomini, onde poter meglio sopperire ai bisogni dello scontro.
Al volgere del XVII secolo, certamente dopo il 1705, la kopia, più in generale l'ormai arcaico stile di combattimento degli husaria, cadde definitivamente in disuso. La cavalleria polacca adottò la kopijka lunga 3-3,5 metri, arma certamente già in uso da secoli agli schermagliatori dell'esercito polacco-lituano, che funse poi da modello per lo sviluppo della lancia da cavalleria in uso agli Ulani ed ai Lancieri del XVIII-XIX secolo.

## Utilizzo
La kopia era stata concepita per superare la lunghezza della picca da fanteria e vanificare così l'efficacia dei quadrati di picchieri che durante il Rinascimento avevano stroncato la capacità offensiva delle cariche di cavalleria di tipo medievale.
La metà superiore cava dell'asta alleggeriva notevolmente la kopia, permettendo agli husaria di imbracciarla e di caricare "lancia in resta" il nemico. Questo accorgimento rendeva però, di fatto, la kopia un'arma monouso: cava e composta da legno rigido e fragile, la parte terminale della lunga lancia non era in grado di reggere l'urto contro il bersaglio nel momento in cui la pesante punta in acciaio damasco infrangeva lo scudo o impattava il piastrone frontale dell'armatura nemica, finendo così con lo spezzarsi.
Gli ussari alati di Polonia scendevano in battaglia accompagnati da carri di salmerie carichi di lance di scorta, dai quali si rifornivano di nuove armi per le numerose cariche che eseguivano durante le battaglie. Fidando sul loro addestramento, sulla qualità dei loro cavalli e sulla loro mobilità, gli husaria riuscivano infatti a disimpegnarsi dalla mischia ed a ripetere attacchi penetranti ai danni del nemico: nel corso della Battaglia di Klušino (1610), sotto il comando del capace Grand Hetman Stanisław Żółkiewski, i cavalieri polacco-lituani caricarono per una decina di volte i russi, annientandoli. Una simili tattica di combattimento, congiuntamente all'intrinseca fragilità dell'asta della kopia, rendeva gioco-forza necessario agli ussari alati la presenza di una buona scorta di lance onde dimostrare al meglio le loro capacità sul campo di battaglia.
Il voluminoso pennone assicurato sotto alla punta metallica delle lance polacco-lituane, il proporzec, pare invece fosse destinato a confondere e spaventare, al momento della carica, il cavallo del nemico.

### Fonti
- Beauplan, Guillaume le Vasseur: de (1660), Description d'Ukraine, qui sont plusieurs prouinces du royaume de Pologne. Contenues depuis les confins de la Moscouie, iusques aux limites de la Transilvanie. Ensemble leurs moevrs, fançons de viures, & de faire la Guerre. Par le Sieur de Beavplan, Rouen .
- Dalérac, François Pauline (1699), Les anecdotes de Pologne, ou mémoires secrets du Règne de Jean Sobieski III. du Nom, Amsterdam, Desbordes.

### Studi
- Brzezinski, Richard (2005) [e] Velimir Vuksic, Polish winged hussar, 1500-1775, Oxford, Osprey Publishing, ISBN 1-84176-650-X.
- Gembarzewski, Bronisław (1999), 'Husarze: ubiór, oporządzenie i uzbrojenie: 1500-1775, Varsavia, ISBN 83-88055-01-1.
- Jähns, Max (1889), Geschichte der Kriegswissenschaften: vornehmlich in Deutschland, Monaco & Leipzig.
- Petacco, Arrigo (2007), L'ultima crociata: quando gli Ottomani arrivarono alle porte dell'Europa, Milano, Mondadori, ISBN 978-88-04-59099-6.
- Wagner, Marek (1997), Stanislaw Jablonowski (1634-1702): polityk i dowódca, Wydawnictwa Uczelniane WSRP.